# 巴什罕乡
巴什罕乡，是中华人民共和国辽宁省葫芦岛市建昌县下辖的一个乡镇级行政单位。

## 行政区划
巴什罕乡下辖以下地区：
西山根村、排路沟村、松树底下村、西窝铺村、苗油坊村、土城子村、邹杖子村、天增隆村、戴杖子村、榆树底下村和天庆永村。